# Jennifer Egan
Jennifer Egan (Chicago, 6 september 1962) is een Amerikaans schrijver van romans en korte verhalen. Ze studeerde af aan San Francisco University High School voordat ze naar de Universiteit van Pennsylvania en St John's College ging. Tegenwoordig woont en werkt Egan in Brooklyn.
Egan is auteur van de romans The Invisible Circus (1995), Look at Me (2001), The Keep (2006) en A Visit From the Goon Squad (2010), Manhattan Beach (2017) en een collectie korte verhalen, Emerald City (1993). Ze heeft ook fictie gepubliceerd in The New Yorker, Harper's Magazine, Zoetrope: All-Story en in Ploughshares.
The Keep ontving gunstige recensies van The New York Times Book Review. Look at me drong door tot de finale van de National Book Award. Voor A Visit From the Goon Squad won Egan onder meer de Pulitzerprijs voor literatuur, de National Book Critics Circle Award en de Los Angeles Times Book Prize.
A Visit From the Goon Squad werd in het Nederlands vertaald als Bezoek van de knokploeg (2011),  Look at me als Kijk naar mij (2013) en Manhattan Beach onder dezelfde titel (2017) . 